# 백남준
백남준(白南準, 1932년 7월 20일~2006년 1월 29일)은 한국 태생의 세계적인 비디오 아트 예술가, 작곡가, 전위 예술가다. 본관은 수원(水原)이다.

## 개요
생전에 미국 뉴욕주 뉴욕, 독일 노르트라인베스트팔렌주 쾰른, 일본 도쿄, 미국 플로리다주 마이애미와 대한민국 서울에 주로 거주한 그는 여러 가지 매체로 예술 활동을 하였다. 특히 비디오 아트라는 새로운 예술의 범주를 발전시켰다는 평가를 받는 예술가로서 '비디오 아트의 창시자'로 알려져 있다.

## 생애
현 서울특별시 종로구 서린동 (구 일제 강점기 경기도 경성부 서린정) 출신이다. 아버지 백낙승과 어머니 조종희 사이의 3남 2녀 중 막내로 태어났다. 그후 종로구 창신동 197번지 소위 "큰대문집"에서 18세까지 살았다. 수송국민학교와 경기제1고등보통학교를 다니면서 피아니스트 신재덕에게 피아노 연주를, 이건우에게 작곡을 각각 배웠다. 이때 한국이 낳은 작곡가 김순남을 사사했다. 1949년 그는 홍콩 로이덴 스쿨로 전학했으며, 한국 전쟁이 발발하기 이전 가족이 일본으로 이주했다. 그 후 일본으로 건너가 1952년 도쿄 대학교 문과부에 입학했다. 2년 후 미술사학 및 미학으로 전공을 정했지만, 실제로는 일본 당대의 작곡가 모로이 사부로, 미학자 노무라 요시오 등에게서 작곡과, 음악사학을 공부했다. 졸업 논문은 ‘아르놀트 쇤베르크 연구’이다.
1956년 백남준은 졸업과 함께 독일로 유학을 떠나 뮌헨 대학교 및 쾰른 대학교 등에서 서양의 건축, 음악사, 철학 등을 공부하였다. 뮌헨 대학교 입학 1년 후에는 프라이부르크 국립 음악 대학교로 옮겨 볼프강 포르트너 교수에게 배우지만, 곧 쇤베르크 이후 현대음악의 실험이 활발히 진행되던 다름슈타트 하기 강좌에 참여했다. 1958년 그 곳에서 현대음악가 존 케이지를 만나 그의 음악에 대한 파괴적 접근과 자유정신으로부터 깊은 영감을 얻었다. 이 영감은 "세계의 역사는 우리에게 알려준다. 주어진 게임에서 이길 수 없다면 규칙을 바꿔라"라는 것으로 규정된다. 이후 1950년대부터 활발해지기 시작한 독일 라인 지역의 액션뮤직의 현장에서 백남준은 ‘아시아에서 온 문화테러리스트’(앨런 카프로)라고 불릴 정도의 탁월한 퍼포먼스 아티스트로 활약했다. 1959년 ‘존 케이지에게 보내는 경의’에서 음악적 콜라주와 함께 피아노를 부수는 퍼포먼스를 선보이는 것을 시작으로, 바이올린을 단숨에 파괴하거나(바이올린 솔로) 존 케이지가 착용한 넥타이를 잘라버리는 퍼포먼스(피아노 포르테를 위한 연습곡)가 특히 유명하다. 이 초기 퍼포먼스에 대해 백남준은 스스로 "충격, 표현주의, 낭만주의, 클라이맥스, 놀라움, 기타 등등을 보여준 것"이라고 표현한 바 있다. 1961년 카를하인츠 슈토크하우젠의 음악 퍼포먼스 ‘오리기날레’에서 머리와 넥타이로 잉크를 묻혀 두루마리에 흔적을 남기는 독특한 퍼포먼스 심플 머리를 위한 선율을 보여주기도 했다. 1960년대 초반 조지 마키우나스, 요셉 보이스 등과 의기투합하여 플럭서스 활동을 함께 전개했다. 다다이즘에 영향을 받은 플럭서스는 헤라클레이투스가 주장한 ‘변화 생성의 흐름’이라는 개념을 받아들여 "목적이 없는 자유, 실험을 위한 실험"이라는 명목 하에 이벤트와 퍼포먼스 그리고 전위음악에 주력했고, 곧 유럽과 아시아 및 미국 등 세계로 퍼져나갔다.
1961년 백남준은 작곡가 슈토크하우젠이 중심이 된 쾰른의 WDR 전자음악 스튜디오에 출입했으며, 이때 1950년대부터 노버트 위너에 의해 제안된 '사이버네틱스' 개념 하에서 전자공학을 공부한 것으로 알려져 있다. 특히 레이다와 TV 작업에 몰두했던 독일 작가 칼 오토 괴츠의 실패를 거울 삼아서 2년여 동안 홀로 TV를 활용한 미디어 아트로서의 가능성을 탐문하고 실험했다. 그 성과를 바탕으로 1963년 독일 부퍼탈 파르나스 갤러리에서 자신의 첫 번째 전시 ‘음악의 전시-전자 텔레비전’을 열었으며, 13대의 실험적인 TV를 통해 훗날 비디오 아트라고 불리게 되는 초기 형태를 보여주었다. 이 전시는 백남준이 자신의 즉흥음악 또는 무음악의 발상에 기초한 실제 퍼포먼스, 그 흔적과 결과물처럼 유럽에서 자신이 진행해온 작업의 성과와 함께 TV를 비롯한 미디어로 새로운 예술의 형태를 시도하는 작업이 공존하고 있었다. ‘적분된 피아노’, ‘랜덤 액세스 뮤직’, ‘레코드 샤슐릭’같은 20세기 전위음악에 젖줄을 대고 있는 실험적 음악의 시도와 ‘잘린 소머리’, ‘파괴된 누드 마네킹’, ‘보이스의 피아노 파괴 퍼포먼스’'걸음을 위한 선' '바람을 위한 선' 같은 우상파괴적 설치 작업 및 참여예술 형태의 퍼포먼스가 함께 펼쳐졌다. 청년 백남준은 이러한 전시 내용을 ‘동시성’, ‘참여’, ‘임의접속’ 등등에 관한 16개의 테마로써 정리하는 종합적인 큐레이팅 전시로 보여주었기 때문에 최근 독일, 오스트리아 등지의 연구자들 사이에서 이 전시의 중요성을 재평가하면서 아카이빙 작업과 연구가 점차 활발해지는 추세에 있다.
1964년 백남준은 일본으로 건너가 '로봇 K-456'을 제작했으며, 곧 세계 예술의 중심지 뉴욕으로 이주했다. 뉴욕 언더그라운드 필름 운동의 중심지 중 하나였던 시네마테크 필름메이커스에 관여했으며, 스스로 영상 작업을 진행하기도 했다. 1965년 소니의 포타팩(세계 최초의 휴대용 비디오카메라)으로 미국 뉴욕을 첫 방문 중이던 교황 요한 바오로 6세를 촬영하여 곧바로 그 영상을 ‘카페 오 고고’에서 방영했다. 이것이 미술사에서는 한동안 공식적인 비디오 아트의 시작으로 기록되어 있었다. 지금은 1963년 첫번째 전시를 비디오아트의 기점으로 보고 있다. 또한 첼로 연주자이자 뉴욕 아방가르드 페스티벌의 기획자였던 샬럿 무어먼과 함께 비디오 아트와 음악을 혼합한 퍼포먼스 작업을 활발히 펼쳤다. 특히 1967년 음악에 성적인 코드를 집어넣은 백남준의 ‘오페라 섹스트로니크’에서 샬럿 무어먼은 누드 상태의 첼로 연주를 시도하다가 뉴욕 경찰에 체포되어 큰 사회적 파장을 불러일으켰다. 그 결과로 인해 예술 현장에서 누드를 처벌할 수 없다는 뉴욕의 법 개정이 이루어지는 획기적인 진전이 일어난다. 이후에도 미디어 아트가 미국 뉴욕을 중심으로 서서히 득세해가는 시대적 조류 속에서 두 사람은 ‘살아있는 조각을 위한 TV 브라’, ‘TV 첼로’, ‘TV 침대’ 등등 미디어 테크놀로지와 퍼포먼스를 결합한 많은 예술활동을 전개했다.
1974년부터 백남준은 영상으로서의 비디오 아트를 새로운 미술적 방법인 설치 미술로 변환하여 다양하게 진행했으며, 그에 따라 ‘TV 붓다’, ‘달은 가장 오래된 TV다’, ‘TV 정원’, ‘TV 물고기’ 등등 많은 대표작을 선보였다. 이 작품들은 비디오 아트와 생명의 상징을 전자적으로 결합하여 테크놀로지로 물든 현대 사회의 새로운 합성적 생명력을 추구했다는 평판을 얻었다. 특히 'TV 붓다'는 그의 초기 비디오 설치의 경향을 잘 보여주는 대표작으로서 가장 널리 알려졌다. 1960년대 후반부터 미국의 문화적 환경이 미디어 테크놀로지에 호의적으로 변화하면서 폭발적인 수준의 미디어 전시가 빈발했고, 백남준의 비디오 아트는 그룹전 형태로 수많은 전시에 활발하게 참여했다. 1974년 뉴욕 에버슨 미술관 개인전과 함께 비데아 앤 비디올로지: 1959-1973이라는 예술과 기술을 교차시키는 하이브리드에 관한 저작을 내놓아 미디아 아트의 이해를 도왔으며, 1982년 뉴욕 휘트니 미술관에서 개최된 ‘백남준 회고전’을 통해 그의 예술 세계가 뉴욕을 중심으로 미국 사회에 많이 알려지는 계기가 되었다.
1970년대 중반부터는 뉴욕 WNET 방송국, 보스턴 WGBH 방송국과 협력하여 자신의 비디오 아트를 공중파 TV에서 방송했고, 이는 네트워크 방송을 끌어들여 예술 세계의 영역 확장을 꾀한 놀라운 시도였다. 나아가 1984년 1월 1일 ‘굿모닝 미스터 오웰’은 세계적인 아티스트들의 퍼포먼스를 뉴욕 WNET 방송국과 파리 퐁피두 센터를 연결한 실시간 위성 생중계로 방송하여 전 세계적 반향을 불러일으켰다. 샌프란시스코와 서울까지 연결된 이 국제적인 규모의 위성 아트에는 로리 앤더슨, 피터 가브리엘, 오잉고 보잉고, 존 케이지, 요셉 보이스, 앨런 긴즈버그, 이브 몽탕 등의 예술가과 대중문화의 스타가 다수 참여했으며, 전 세계 2천 5백만명(재방송 포함)이 시청하였다. 이로써 전세계적인 차원의 대중적 각인이 이루어졌고, 마치 대중스타처럼 성가를 높였다. 이후에도 ‘위성 아트’ 3부작으로 명명된 ‘바이 바이 키플링’(1986), ‘손에 손잡고’(1988) 등이 이어져 위성 연결을 통한 전세계의 네트워크가 어떻게 새로운 부족사회를 낳는지 실감시켰다.
1984년 일본 도쿄 소게쓰[草月]홀에서 백남준과 요셉 보이스가 공동으로 참여한 퍼포먼스 '코요테 콘서트 II'가 펼쳐졌으며, 이들이 각각 몽골의 늑대 울음소리와 초원의 달빛을 음악적으로 표현한 것을 통해 1961년 첫 만남부터 계속 이어온 공동의 관심사가 무엇인지 알려지기 시작했다. 그러나 이들의 이후 퍼포먼스 계획은 요셉 보이스의 죽음과 함께 미완으로 끝났다.
1992년 '비디오 때, 비디오 땅' 전시는 독일 쿤스트 할레와 스위스 쮜리히에서 진행된 전시의 서울 투어전시로서 당시 과천 막계동에 자리잡은 지 몇 년 되지 않았던 국립현대미술관 과천관에 총 관람 인원 20만명이 찾은 첫번째 전시로 기록되었다. 이 전시의 주요한 작품은 '나의 파우스트' 시리즈이다. 1993년 백남준은 독일 작가 한스 하케와 함께 베니스 비엔날레 독일관 작가로 초대되어 국가전시관 부문에서 황금사자상을 수상했다. '문명의 동서남북'이라는 주제의 이 전시에서 그는 북방 유라시아의 유목 문화를 배경으로 전자적 소통을 시도하는 비디오 로봇 형태의‘칭기스칸의 복권’, ‘마르크폴로’, ‘훈족의 왕 아틸라’,‘스키타이의 왕 단군’, ‘로봇 전사’, ‘고대기마인물상’ 같은 작품들을 중심으로 다수의 작품을 내놓았다.
1995년 백남준은 제1회 광주 비엔날레 태동의 산파 역할을 하며, 한국 미술이 국제적으로 진출할 수 있도록 조력자 역할을 수행했다. 제1회 광주 비엔날레는 국내외 총 관람객이 160만 명에 달하는 성공을 거두었고, 특히 백남준이 직접 관여한 ‘INFO Art’전이 주목받았다. 또한 백남준은 같은 해 베니스 비엔날레 국가전시관 부문에 한국관을 설치하는 일에 결정적인 역할을 했다. 이로써 한국 미술이 세계 미술계에 진출하는 교두보가 마련되었다고 하겠다. 같은 해 그의 예술적 정수가 담긴 일렉트로닉 수퍼하이웨이 전시를 진행했다. 2000년 뉴욕 구겐하임 미술관에서 ‘백남준의 세계’ 라는 대규모 회고전이 열렸으며, 이때 백남준은 레이저 아트 ‘야곱의 사다리’, ‘삼원소’ 등을 전시한 바 있다.
2006년 1월 29일, 미국 마이애미의 자택에서 노환으로 별세, 유해가 서울, 뉴욕, 독일에 나눠서 안치되었다.
.

## 학력
- 경성 수송국민학교 졸업
- 경성제1고등보통학교 수료
- 영국령 홍콩 로이든(Royden) 고등학교 졸업
- 일본 도쿄 대학교 미술사학과 졸업 (부전공: 음악사학)
- 서독 프라이부르크 고등음악원 졸업
- 서독 뮌헨 루트비히 막시밀리안 대학교 인문대학원 철학과 졸업 (철학석사)
- 서독 뮌헨 루트비히 막시밀리안 대학교 대학원 음악사학과 졸업 (음악학 석사)
- 명예 박사 학위 미국 프랫 대학교 명예 미술학 박사

## 가계
|  |  |  |  |        |        | 백윤수 | 백윤수 | 백윤수 | 백윤수 | 백윤수 | 백윤수 |                   |                   |                   |                   |                   |                   | ? | ? | ?             | ?             | ?             | ?             |               |               |
|  |  |  |  |        |        | 백윤수 | 백윤수 | 백윤수 | 백윤수 | 백윤수 | 백윤수 |                   |                   |                   |                   |                   |                   | ? | ? | ?             | ?             | ?             | ?             |               |               |
|  |  |  |  |        |        |        |        |        |        |        |        |                   |                   |                   |                   |                   |                   |   |   |               |               |               |               |               |               |
|  |  |  |  | 조종희 | 조종희 | 조종희 | 조종희 | 조종희 | 조종희 |        |        | 백낙승 (태창그룹) | 백낙승 (태창그룹) | 백낙승 (태창그룹) | 백낙승 (태창그룹) | 백낙승 (태창그룹) | 백낙승 (태창그룹) |   |   |               |               |               |               |               |               |
|  |  |  |  | 조종희 | 조종희 | 조종희 | 조종희 | 조종희 | 조종희 |        |        | 백낙승 (태창그룹) | 백낙승 (태창그룹) | 백낙승 (태창그룹) | 백낙승 (태창그룹) | 백낙승 (태창그룹) | 백낙승 (태창그룹) |   |   |               |               |               |               |               |               |
|  |  |  |  |        |        |        |        |        |        |        |        |                   |                   |                   |                   |                   |                   |   |   |               |               |               |               |               |               |
|  |  |  |  |        |        |        |        | 백남준 | 백남준 | 백남준 | 백남준 | 백남준            | 백남준            |                   |                   |                   |                   |   |   | 구보타 시게코 | 구보타 시게코 | 구보타 시게코 | 구보타 시게코 | 구보타 시게코 | 구보타 시게코 |
|  |  |  |  |        |        |        |        | 백남준 | 백남준 | 백남준 | 백남준 | 백남준            | 백남준            |                   |                   |                   |                   |   |   | 구보타 시게코 | 구보타 시게코 | 구보타 시게코 | 구보타 시게코 | 구보타 시게코 | 구보타 시게코 |
|  |  |  |  |        |        |        |        |        |        |        |        |                   |                   |                   |                   |                   |                   |   |   |               |               |               |               |               |               |

- 조부 : 윤수(白潤洙, 1855년 ~ 1921년) 대창무역주식회사 설립자, 초대 사장
  - 부 : 백낙승(白樂承) 1896년 ~ 1956년) 태창직물 2대 사장
    - 형 : 남일(南一, 1925년 ~ ? ) 태창방직 3대 사장, 1962년 일본 귀화.
      - 조카 : 건(健, 1951년 ~ ) (일본명 하쿠다 켄. 현재 일본 국적이며 뉴욕 백남준 스튜디오의 대표로서 백남준의 저작권 및 법적 권리 승계자)

    - 형 : 남헌
    - 누나 2명
    - 본인 : 남준(白南準, 1932년 ~ 2006년)
    - 초배 진안 이씨 부인(사별)
    - 재혼 : 구보타 시게코 부인
      - 외조카손녀
      - 외조카손자: 지누 (힙합 가수이며 힙합 음악 그룹의 지누션의 보컬리스트 겸 래퍼.

## 수상
- 1989년 쿠르트 슈비터스 상 수상
- 1993년 베니스 비엔날레 국가전시관 부문 황금사자상 수상
- 1995년 후쿠오카 아시아문화상 수상
- 1996년 제5회 호암상 예술부문 수상
- 1997년 미국 뉴욕 괴테연구소가 수여하는 괴테상 수상
- 1999년 일본 교토그룹에서 수여하는 교토상 수상
- 2000년 금관문화훈장(1등급)
- 2001년 Lifetime Achievement in Contemporary Sculpture Award, International Sculpture Center.[1]

## 광고
- 1986년 삼성전자 칼라TV
- 1995년 롯데칠성 칠성사이다

## 주요 작품

### 퍼포먼스
- 《피아노 포르테를 위한 연습곡 》(1959년)

백남준의 첫 번째 음악 퍼포먼스였으며, 피아노를 파괴하는 장면이 포함되어 있었다.
- 《존 케이지에게 보내는 경의 》(1960년)

존 케이지의 넥타이를 자른 소동으로 유명한 퍼포먼스이다.
- 《오리기날레》(1961년)

슈토크하우젠의 작곡작품 'Kontakte'를 발표한 퍼포먼스에 백남준이 참여하여 '머리를 위한 선' 등을 발표하였다.
- 《작은 여름축제-존 케이지 이후》(1962년)

<플럭서스>의 퍼포먼스로서 '플럭서스 선언'이 발표되기도 했다.
- 《바이올린 솔로》(1962년)

<음악에서의 네오다다> 행사에 참여하여 바이올린을 단숨에 파괴하여 유명한 퍼포먼스이다.
- 《페스툼 플럭소룸 플럭서스》(1963년)

뒤셀도르프 미술아카데미에서 펼쳐진 플럭서스 그룹의 퍼포먼스이다.
- 《오페라 섹스트로니크》(1967년)

뉴욕의 시네마테크 필름메이커스에서 첼리스트 샬럿 무어먼이 연주 도중 옷을 벗었고, 뉴욕 경찰에 체포되었던 퍼포먼스이다. 이후 법정에서 유죄 판결을 받지만, 당시 주지사 록펠러는 뉴욕 예술계의 여론을 반영하여 "예술 행위에서 누드를 처벌할 수 없다" 라고 법 개정에 사인한다. 이 퍼포먼스는 뉴욕을 예술하기 좀 더 좋은 환경으로 만든 계기가 되었다.
- 《살아있는 조각을 위한 TV브라》(1969년)

첼리스트 샬럿 무어먼에게 3kg짜리 소형 TV 모니터로 만든 브래지어를 채우고 연주하게 했던 퍼포먼스이다. 1969년 7월 20일 코코란 갤러리에서 당시 아폴로 11호의 달착륙 장면을 이 TV브라를 통해 내보내어 반향을 얻기도 했다.

### 전시 작품

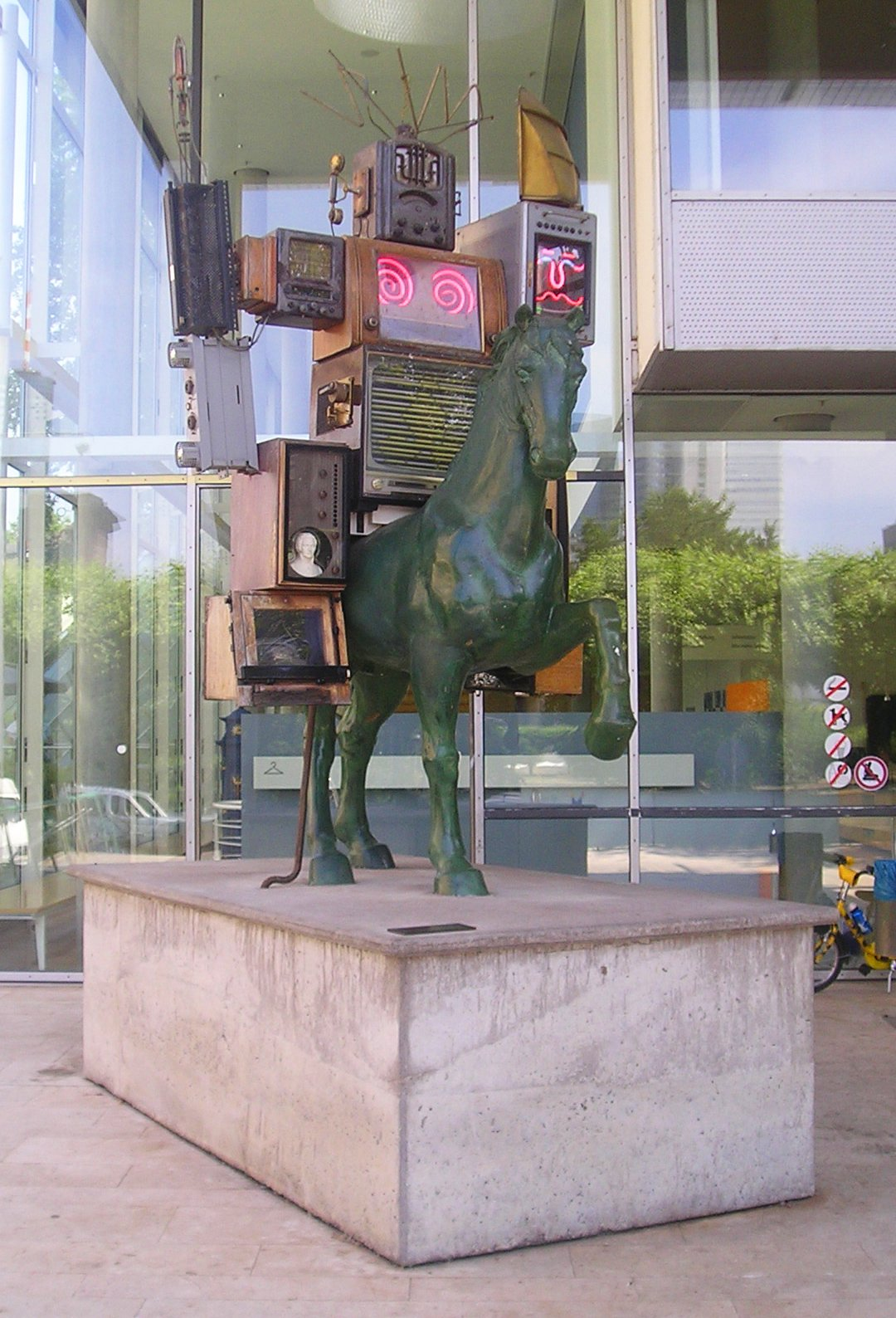
독일 프랑크푸르트 Museum für Kommunikation 앞에 세워진 백남준의 작품.

- 《총체 피아노》(1958년)

존 케이지의 영향을 받은 '장치된 피아노'로서 타악기 음색이 난다.
- 《임의접속 음악》(1963년)

즉석에서 마음 가는 대로 음악을 혼합할 수 있는 개방된 테이프 설치 작품이다.
- 《로봇 K-456》(1964년)

백남준이 제작한 휴머노이드형 로봇으로서 걷는 기능, 배설 기능이 있다.
- 《비디오 신시사이저》(1969년)

음악 대신에 영상을 '신시사이징'하는 기계로서 백남준과 엔지니어 아베 슈야가 만들었다. ㅇ
- 《TV 붓다》(1974년)

고요한 정신의 아이콘 붓다를 전자 테크놀로지로 표현한 걸작. 백남준의 작품 중 최초로 팔렸으며, 네덜란드 슈테델릭 미술관에서 구입.
- 《TV 물고기》(1975년)

24대의 TV와 어항이 마주보게 설치되어 있다.
- 《TV 침대》(1975년)

침대 바닥이 TV로 구성된 작품으로 첼리스트 샬럿 무어먼의 퍼포먼스에서 자주 사용되었다.
- 《달은 가장 오래된 TV다》(1975년)

13대의 TV 주사선을 조작하여 TV 모니터 속에 인공의 달 이미지를 보여준다.
- 《TV 정원》(1975년)

식물과 비디오 영상이 어우러진 작품이다.
- 《TV 시계》(1976년)

십자 교차로 형태로 TV가 설치된 것을 실시간 캠코더로 찍고 있는 작품이다.
- 《물고기가 하늘을 날다》(1976년)

전시장 천정에 물고기 영상이 나오는 TV 수상기를 설치하여 그 바닥에 누워서 보는 작품이다.
- 《다다익선》(1988년)

국립현대미술관에 설치되어 있다.
1003개의 텔레비전을 쌓아 만든 탑이다.
높이 18.5 미터, 지름 7.5 미터, 무게 16 톤
- 《나의 파우스트》(1989년 ~ 1991년)

농업, 환경, 경제, 자서전 등등의 제목을 가진 연작 시리즈로서 총 13개로 설치된 작품이다.
- 《전자 초고속도로:미국 대륙》(1995년)

313대의 TV 모니터, 네온과 철구조물 등등으로 설치된 작품이다.
- 《라이트 형제》(1995년)

비행기를 발명한 라이트 형제를 TV로 상징화한 작품이다. 2011년 홍콩 크리스티 경매에서 거래되었다.

### 음악 작품
- 《영 페니스 심포니》

보기: 
- 《20개의 방을 위한 교향곡》

보기:  보관됨 2016-02-02 - 웨이백 머신
- 《교향곡 제5번》

보기:  보관됨 2016-02-01 - 웨이백 머신
- 《존 케이지에게 보내는 경의》

듣기: 
- 《압쉬츠심포니》

듣기: A면·B면
- 《인 메모리암 조지 마키우나스, 1931-1978》

듣기
- 《TV 첼로》

듣기: 1부·2부
- 《TV 첼로와 비디오테이프를 위한 콘서트》(1982년)

듣기 : 1부·2부·3부

### 비디오 아트
- 《버튼 해프닝》(1965년)

현존하는 초기 비디오 아트 작품으로 손꼽히며, 자켓의 단추를 잠갔다 풀었다 하는 동작이 반복된다.
- 《전자 오페라 No.1》(1969년)

4분 30초짜리 싱글채널 비디오 작품이다.
- 《비디오 코뮌》(1970년)

1969년 제작된 비디오 신시사이저로 제작한 작품이다.
- 《글로벌 그루브》(1973년)

28분 30초의 싱글채널 비디오로서 비디오 신시사이저로 제작한 작품이다.
- 《머스 바이 머스 바이 백》(1975년)

미국 무용가 머스 커닝엄의 춤을 소재로 한 작품이다.
- 《조곡 212》(1977년)

뉴욕의 마천루를 배경으로 여러 영상을 편집한 작품이다.
- 《과달카날 진혼곡》(1977년)

태평양 전쟁의 격전지에서 동서의 화해를 구하는 퍼포먼스 필름과 전쟁 다큐멘터리 필름을 교차편집한 작품이다.
- 《백팔번뇌》(1998년)

제1회 경주세계문화엑스포 국제멀티미디어 아트쇼에서 108개의 TV를 통해 동양과 서양의 문화와 역사를 불교의 108번뇌로 표현된 작품이다.

### 위성 아트
- 《굿모닝 미스터 오웰》(1984년)

조지 오웰의 소설 《1984년》에 나오는 어두운 미래의 전망에 대한 반박이다.
- 《바이 바이 키플링》(1986년)

동서양은 서로 소통할 수 없다는 키플링의 주장에 대한 반박이다.
- 《손에 손잡고》(1988년)

글로벌 수준에서 전세계가 함께 평화를 생각하고 실행하는 것이 중요하다.
- 《호랑이는 살아있다》(2000년)

호랑이라는 신화적 동물에 의탁하여 백남준 자신과 한국의 생명력을 고양하다.

## 전시회
- 음악의 전시-전자 텔레비전

장소 : 독일 부퍼탈 파르나스 갤러리
일시 : 1963년 3월 11일~20일
대표작 : 《임의접속 음악》, 《총체 피아노》, 《13대의 실험 TV》, 《TV를 위한 선》
- 백남준: 비데아 앤 비디올로지

장소 : 뉴욕 에버슨미술관
일시 : 1974년
대표작 : 《TV 바다》
- 백남준 회고전

장소 : 뉴욕 휘트니 미술관
일시 : 1982년 4월 30일~6월 27일
대표작 : 《비라미드》
- Nam June Paik: Mostly Video

장소 : 도쿄 메트로폴리탄 미술관
일시 : 1984년
대표작 : 《굿모닝 미스터 오웰》
- 백남준.비디오때.비디오땅.

장소 : 국립 현대미술관
일시 : 1992년 7월 30일~9월 6일
대표작 : 《나의 파우스트》
- 베니스 비엔날레 국가전시관 전시

장소 : 베니스 비엔날레
일시 : 1993년
대표작 : 《칭기스칸의 복권》《마르코폴로》《스키타이의 왕 단군》
- 백남준 '95 예술과 통신

장소 : 갤러리 현대
일시 : 1995년 9월 1일~9월 24일
대표작 : 《커뮤니케이션 타워》
- 백남준의 세계

장소 : 뉴욕 구겐하임 미술관
일시 : 2000년
대표작 : 《야곱의 사다리》, 《삼원소》
- 백남준 비디오 광시곡

장소 : KBS 신관
일시 : 2007년 7월 27일~12월 30일
대표작 : 《자라》
- 백남준 상설전

장소 : 백남준아트센터
일시 : 2009년 3월~ 현재
대표작 : 《코끼리 마차》, 《TV 정원》, 《TV 부처》, 《메모라빌리아》
- 신화의 전시 - 전자 테크놀로지

장소 : 백남준아트센터
일시 : 2009년 6월 12일~11월 8일
대표작 : 《호랑이는 살아있다》《TV를 위한 선》《적분된 피아노》
- Nam June Paik: Global Visionary

장소 : 워싱턴 스미스소니언 뮤지엄
일시 : 2012년-2013년
대표작 : 백남준 아카이브
- Nam June Paik: Becoming Robot

장소 : 뉴욕 아시아 소사이어티
일시 : 2014년-2015년
대표작 : 《로봇 K-456》

## 같이 보기
- 백남준아트센터
- 강석희
- 테라한
- 존 케이지

## 관련 저작
- 《백남준 Video》

연구자 에디트 데커의 박사논문을 단행본으로 번역 출간.
- 《백남준, 그 치열한 삶과 예술》

동아일보 기자였던 이용우(전 광주비엔날레 이사장) 씨가 자신의 취재 내용을 바탕으로 단행본 출간.
- 《굿모닝 미스터 백!: 해프닝 플럭서스 비디오아트》

큐레이터 김홍희(현 서울리십미술관장) 씨의 연구서로서 단행본 출간.
- 《백남준 이야기》

백남준의 유치원 친구 이경희(수필가) 선생이 집필한 단행본 출간.
- 《나의 사랑 백남준》

백남준의 부인 구보타 시게코 여사의 인터뷰를 바탕으로 한 회고록 출간.
- 《달나라 백남준》

백남준아트센터에서 집필한 어린이 청소년용 도서. 2009년 출간.
- 《백남준: 말에서 크리스토까지》

백남준 자신이 쓴 에세이를 편집한 앤솔로지 북. 2010년 출간.
- 《백남준의 귀환》

백남준아트센터 이영철 초대관장과 김남수 연구원이 공동집필한 리소스 북. 2010년 출간.
- 《청년, 백남준: 초기 예술의 융합 미학》

연구자 임산(현 동덕여대 큐레이터학과 교수) 씨의 연구서로서 단행본 출간.
- 《백남준을 말하다》

국내의 백남준 지인들이 각자 얽힌 인연을 바탕으로 나름의 해석을 담은 책 출간.
- 박정진. 《(eBOOK)굿으로 보는 백남준 비디오아트 읽기》. 한국학술정보. 2014년.[2]

## 관련 영상
- 백남준의 위성예술 1부 (1984년 방송)
- 백남준의 위성예술 2부 (1984년 방송)
- 백남준의 비디오아트세계 (1984년 방송)
- 백남준, 예술로 미래를 말하다 (2006년 방송) - 백남준 추모특집